# Matteo Maria Zuppi
Matteo Maria Zuppi, född 11 oktober 1955 i Rom, är en italiensk kardinal och ärkebiskop. Han är sedan år 2015 ärkebiskop av Bologna.

## Biografi
Matteo Maria Zuppi studerade vid bland annat Påvliga Lateranuniversitetet och La Sapienza och prästvigdes 1981.
I januari 2012 utnämnde påve Benedikt XVI Zuppi till hjälpbiskop av Roms stift och titulärbiskop av Villa Nova. Zuppi biskopsvigdes den 14 april samma år av kardinal Agostino Vallini i San Giovanni in Laterano. Som hjälpbiskop av Rom var han ansvarig för stadens centrum och ledde reformer för fattiga och sjuka. Zuppi etablerade även kontakter med traditionalister och firade Pingstdagen 2014 den heliga mässan enligt den extraordinarie formen i kyrkan Gesù e Maria i Rom.
Den 12 december 2015 installerades Zuppi som ärkebiskop av Bologna.
Den 5 oktober 2019 upphöjde påve Franciskus Zuppi till kardinalpräst med Sant'Egidio som titelkyrka.